# Ledvattnet (Arvidsjaurs socken, Lappland)
Ledvattnet är en sjö i Arvidsjaurs kommun och Piteå kommun i Lappland och ingår i Byskeälvens huvudavrinningsområde. Sjön har en area på 1,3 kvadratkilometer och ligger 306 meter över havet. Sjön avvattnas av vattendraget Ledvassbäcken.

## Delavrinningsområde
Ledvattnet ingår i det delavrinningsområde (726121-168789) som SMHI kallar för Utloppet av Ledvattnet. Medelhöjden är 332 meter över havet och ytan är 12,87 kvadratkilometer. Räknas de 5 avrinningsområdena uppströms in blir den ackumulerade arean 43,26 kvadratkilometer. Ledvassbäcken som avvattnar avrinningsområdet har biflödesordning 2, vilket innebär att vattnet flödar genom totalt 2 vattendrag innan det når havet efter 103 kilometer. Avrinningsområdet består mestadels av skog (76 procent). Avrinningsområdet har 1,39 kvadratkilometer vattenytor vilket ger det en sjöprocent på 10,8 procent.